# ويليام بنجامين ولز
ويليام بنجامين ولز هو قاضي كندي، ولد في 3 أكتوبر 1809، وتوفي في 8 أبريل 1881.